# جاجا (تيران وكرون)

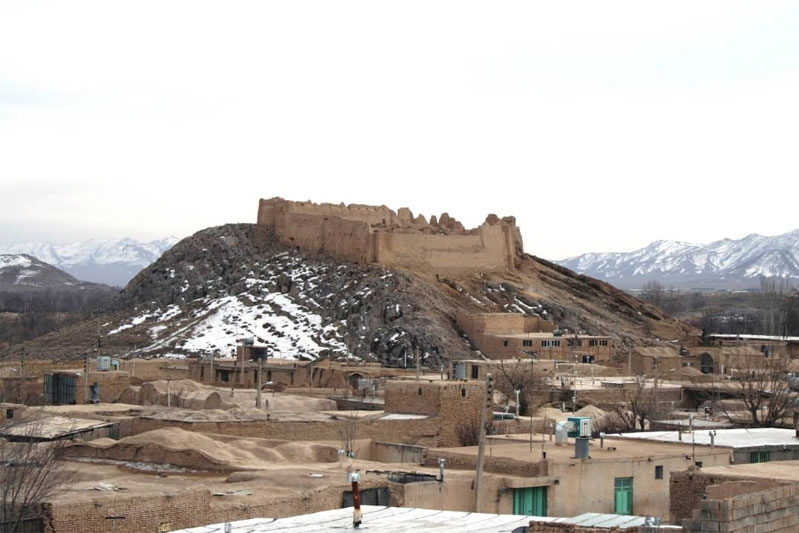
صورة لبلدة جاجا

جاجا هي قرية في مقاطعة تيران وكرون، إيران. عدد سكان هذه القرية هو 289 في سنة 2006.